# 光照寺 (流山市)
光照寺（こうしょうじ）は、千葉県流山市にある浄土宗の寺院。

## 概略と沿革
1591年（天正20年）、但阿弥によって開山された。
当時の寺名は「光久寺」で宗派も時宗だった。1644年（正保元年）、浄土宗の僧・心誉が中興し、「光照寺」と名を改め、浄土宗の寺院となった。
墓地には、彰義隊に参加した須藤力五郎の墓がある。須藤は駿河田中藩の飛地船戸領（現・千葉県柏市船戸）の代官をしていたが、上司と衝突して浪人となった。須藤は佐幕派であったが、田中藩は新政府側となったため、1668年（慶応4年）に田中藩士によって暗殺された。墓石は山岡鉄舟によって書かれたものである。

## 交通アクセス
- 流鉄流山線流山駅より徒歩12分。